# Paramyurium
Paramyurium là một chi rêu trong họ Brachytheciaceae.